# Église de l'Assomption de Kniaguinino

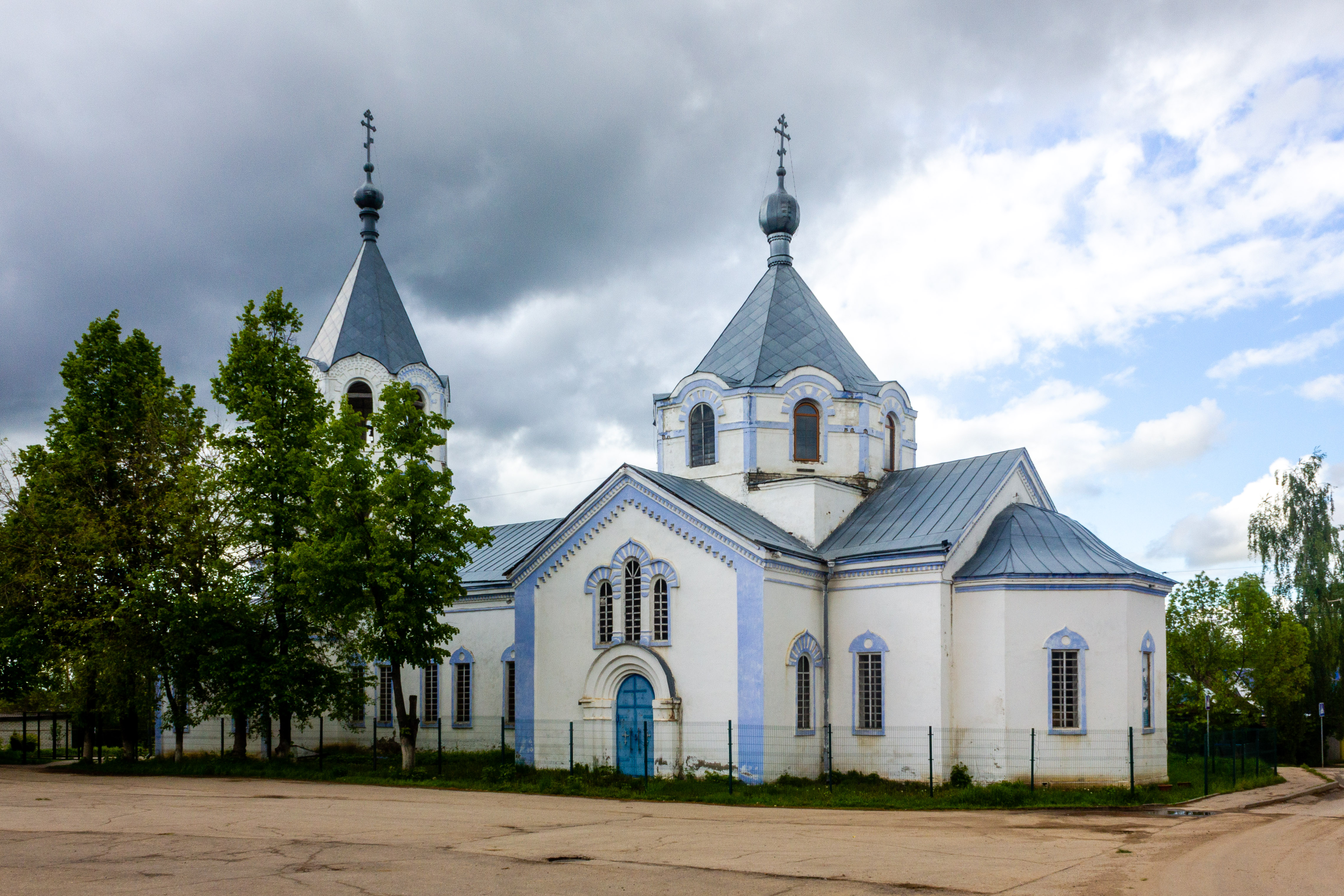
Vue de l'église de l'Assomption de Kniaguinino.

L'église de l'Assomption (Церковь Успения Пресвятой Богородицы) est une église située à Kniaguinino dans l'oblast de Nijni Novgorod en Russie. Elle dépend du doyenné de Kniaguinino de l'éparchie de Lyskovo.

## Histoire

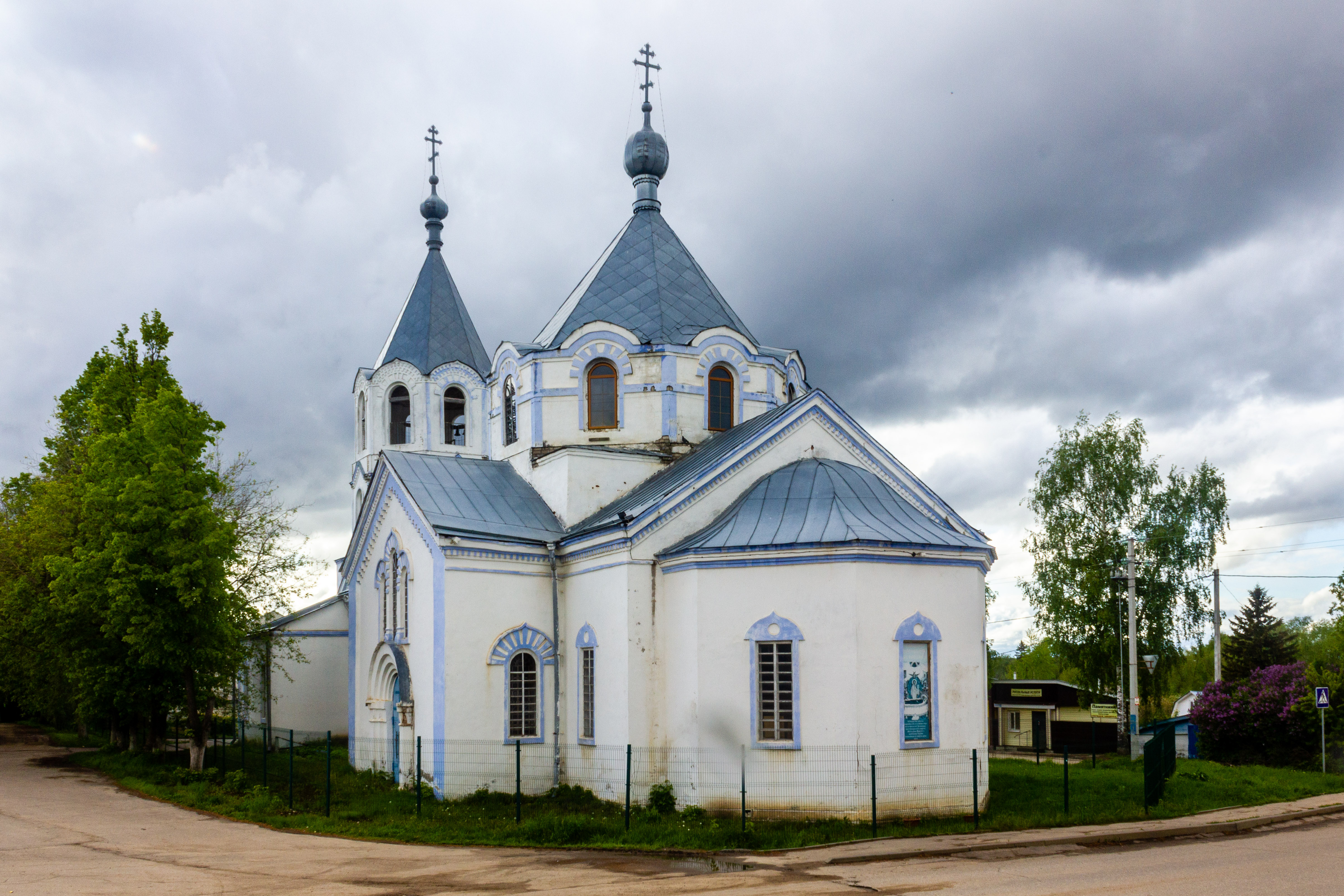
Vue du côté de l'abside.

Le monastère pour femmes Saint-Michel-Archange se trouvait à cet emplacement, fondé dans la seconde moitié du XVIe siècle par le prince Mikhaïl Vorotynski, seigneur du domaine. Le monastère ferme en 1764 par l'édit de Catherine II supprimant nombre de monastères dans l'Empire russe. L'église de bois devient une simple église paroissiale. Elle est démolie plus tard pour être remplacée en 1791 par une église plus vaste. Grâce aux dons du riche marchand Alexandre Ivanovitch Dounaïev,, elle est reconstruite en 1882-1886 et son dôme est bâti selon une inspiration byzantine; elle subit quelques modifications par la suite.
Elle est fermée par les autorités communistes dans les années 1930. Son dôme et son clocher sont détruits. Elle sert de club de travailleurs, de salle de sport puis de magasin, ce qui la sauve de la destruction.
Elle est rendue au culte en 1993, son dôme et son clocher sont reconstruits et l'édifice est entièrement restauré dans sa forme originale, avec son inspiration russo-byzantine remarquable.
L'église est aujourd'hui le siège du doyenné de Kniaguinino de l'éparchie de Lyskovo. Ce doyenné regroupe neuf églises actives (dont quatre églises paroissiales), huit chapelles, quatre maisons de prières,.